# 릴레벨트 해협

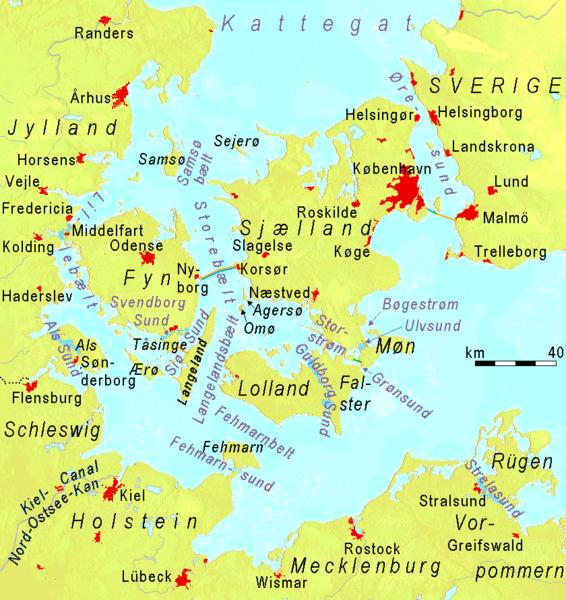
릴레벨트 해협의 위치

릴레벨트 해협(-海峽; 덴마크어: Lillebælt) 또는 의역(意譯)하여 소벨트 해협(小벨트 海峽, 영어: Little Belt)은 덴마크 퓐섬과 윌란반도 사이의 해협이다. 길이는 50 km, 폭은 최단 800 m에서 최장 28 km이다.
해협의 양쪽을 잇는 두 개의 다리가 건설되어 있다.

## 같이 보기
- 스토레벨트 해협
- 외레순 해협
- 독일인의 노래